# Hettings Mose
Hettings Mose er området hvorfra Mølleåen udspringer, nord for Ganløse Eged mellem Buresø og Bastrup Sø på grænsen mellem Allerød Kommune og Egedal Kommune.
Hettings Mose er oprindelig et dødishul. Da isen trak sig for 15.000 år siden, efterlod den sig populært sagt en kæmpe isklump dækket med jord. Da isen smeltede sank jordbunden ned og efterlod et hul i landskabet.
Hettings Mose er et godt sted at se rådyr. Her gemmer de sig om dagen. Der er rigtig mange rådyr i alle skovene omkring Buresø. Og generelt er der størst chance for at se dem ved skovbryn. Som fx ved Hattings Mose. Mosen er så småt ved at blive forvandlet til en ellesump.
Stedet er en del af af Mølleå-tunneldalen, der blev udgravet af smeltevandet under isen i den sidste istid. På det tidspunkt blev smeltevandet med et vældigt tryk presset mod vest. Det er et af de sjældne eksempler på vand, der løber op ad bakke.
I dag går vandskellet midt gennem mosen. Her udspringer Mølleåen, der løber mod øst til Øresund. Vandet fra den vestlige del af mosen løber ud i Roskilde Fjord via Græse Å og Værebro Å. I gammel tid har der været et vadested her.
Småsøerne, der er fredet og Natura 2000 beskyttet, kaldes et ekstremrigkær. I maj er småsøerne et farveorgie af engblomster og kalkelskende orkideer. Mange af dem sjældne. Du kan fx finde melet kodriver, majgøgeurt, sumphullæbe, tvebo baldrian samt hjertegræs og vibefedt. Vibefedt er en af vore kødædende planter.
Frivillige kommer hver sommer ud og slår høet og slæber det væk. På den måde håber man at kunne undgå, at græs kvæler de sjældne planter.